# Vattrad uggleskärra
Vattrad uggleskärra (Aegotheles wallacii) är en fågel i familjen uggleskärror.

## Utbredning och systematik
Vattrad uggleskärra behandlas antingen som monotypisk eller delas in i tre underarter med följande utbredning:
- A. w. wallacii – förekommer på västra Nya Guinea och Aruöarna.
- A. w. gigas – förekommer i Weylandbergen (västra/centrala Nya Guinea).
- A. w. manni – förekommer i bergen vid kusten på norra Nya Guinea.

## Status
IUCN kategoriserar arten som livskraftig.